# Mount Wishart
Mount Wishart ist ein 1642 m hoher und schneebedeckter Berg im ostantarktischen Mac-Robertson-Land. Er ragt in den Prince Charles Mountains 8 km nördlich des Mount Kirkby an der Nordflanke des Scylla-Gletschers auf.
Kartiert wurde der Berg anhand von Luftaufnahmen der Australian National Antarctic Research Expeditions. Das Antarctic Names Committee of Australia (ANCA) benannte ihn nach Edward Robert Wishart (1932–1993), technischer Mitarbeiter zur Glaziologie auf der Mawson-Station im Jahr 1963.